# Eugen Vinnyei-Prošovský
Eugen Vinnyei-Prošovský, též Jenő Vinyei, (9. prosince 1922 Miskolc – 4. listopadu 1976 New York) byl slovenský fotbalista, záložník, reprezentant Československa.

## Fotbalová kariéra
V československé reprezentaci odehrál dvě utkání, 12. června 1948 při prohře 0-4 s Francií a 31. října 1948 při výhře 3-1 nad Rakouskem. V československé lize nastoupil za Jednotu Košice ve 41 utkáních. Od roku 1949 hrál v Itálii (Aurora Pro Patria 1919, SSC Neapol, S.P.A.L.).

## Ligová bilance
První ligové utkání: 17.11.1946 Sparta Praha-Jednota Košice 4:0
Poslední ligové utkání: 5.12.1948 Jednota Košice-Sparta Praha 3:1
| Ročník                        | Zápasy | Góly | Klub                   |
| ----------------------------- | ------ | ---- | ---------------------- |
| Státní liga 1946/47           | 14     | 0    | Jednota Košice         |
| Státní liga 1947/48           | 14     | 0    | Jednota Košice         |
| Státní liga 1948              | 13     | 0    | Jednota Košice         |
| Serie A 1949/50               | 13     | 0    | Aurora Pro Patria 1919 |
| CELKEM 1. československá liga | 41     | 0    |                        |